# Три палме за две битанге и рибицу
Три палме за две битанге и рибицу је српски филм из 1998. године. Режирао га је Радивоје Андрић, а сценарио је написао Милан В. Пузић. Главне улоге тумаче: Срђан Тодоровић, Дубравка Мијатовић, Горан Радаковић и Милорад Мандић. Данас се сматра култним остварењем.

## Радња
Хиперинфлација без преседана хара Београдом 1993. године. Начини преживљавања су различити. У општем хаосу троје младих људи покушава да преживи.
Лане спава на сплаву свог пријатеља Терзе сликара, чије слике продаје новопеченој елити. Мома је такође Ланетов пријатељ из војске. Мома ради као чувар трезора у приватној банци Футура. Поред банке се налази агенција у којој Надица зарађује за живот од уздисаја преко вруће телефонске линије, у коју је заљубљен Лане. Мома заједно са Ланетом и Надицом смишља како да опљачка банку у којој ради, што после мањих проблема и чине.
После чега одлазе на забачено острво са дивном климом и палмама.

## Улоге
| Глумац             | Улога                   |
| ------------------ | ----------------------- |
| Срђан Тодоровић    | Лане                    |
| Дубравка Мијатовић | Надица                  |
| Горан Радаковић    | Мома                    |
| Милорад Мандић     | Терза                   |
| Мирјана Карановић  | директорка банке Футура |
| Горица Поповић     | Надицина тетка          |
| Марко Јанкетић     | мали                    |
| Ненад Јездић       | Пендула                 |
| Милена Павловић    | Мара                    |
| Добрила Ћирковић   | Саманта                 |
| Дарко Томовић      | Роман                   |
| Капиталина Ерић    | баба Лепа               |
| Даница Максимовић  | службеница у банци      |
| Енвер Петровци     | Скочајић                |
| Мирослав Жужић     | посластичар             |
| Ратислава Гачић    | Романова мајка          |
| Инспектор Блажа    | тип са визама           |
| Раде Марковић      | војни полицајац         |
| Димитрије Илић     | војни полицајац         |
| Тамара Сапоњић     | девојка                 |
| Зоран Бабић        | командир                |

## Награде
- На Филмским сусретима у Нишу 1998. године, Дубравка Мијатовић је за најбољу женску улогу добила Награду Царица Теодора.[3]
- Другу награду за сценарио на Фестивалу филмског сценарија у Врњачкој Бањи 1998.[4]